# Football Club Nanumaga
Il Football Club Nanumaga, conosciuto anche come Ha'apai Uniti, è una società calcistica di Tuvalu. Oltre alla prima squadra ha anche una squadra B e una femminile.

## Palmarès

### Altri piazzamenti
- Tuvalu A-Division:

Terzo posto: 2013
- NBT Cup:

Finalista: 2008, 2016
- Independence Cup:

Finalista: 2001, 2002

## Organico 2012-2013

### Rosa
| N. |                   | Ruolo | Calciatore   |
| -- | ----------------- | ----- | ------------ |
| 1  | Tuvalu (bandiera) | P     | Euta Kino    |
| 2  | Tuvalu (bandiera) | D     | Pakaia       |
| 3  | Tuvalu (bandiera) | D     | Vaiee        |
| 4  | Tuvalu (bandiera) | D     | Kapoa Kiula  |
| 5  | Tuvalu (bandiera) | D     | Tusia        |
| 6  | Tuvalu (bandiera) | C     | Vaiaho Napoe |
| 7  | Tuvalu (bandiera) | C     | Fakaalo      |
| 8  | Tuvalu (bandiera) | A     | Sepuli       |
| 9  | Tuvalu (bandiera) | C     | Loua Petaia  |
| 10 | Tuvalu (bandiera) | C     | Ama          |

| N. |                   | Ruolo | Calciatore    |
| -- | ----------------- | ----- | ------------- |
| 11 | Tuvalu (bandiera) | C     | George        |
| 12 | Tuvalu (bandiera) | A     | Afelau        |
| 13 | Tuvalu (bandiera) | C     | Ielemia Maheu |
| 14 | Tuvalu (bandiera) | A     | Imo Fiamalua  |
| 15 | Tuvalu (bandiera) | A     | Mumuni        |
| 16 | Tuvalu (bandiera) | C     | Tenamasi      |
| 17 | Tuvalu (bandiera) | C     | Tuivaka       |